# 헬스 키친 (영국의 텔레비전 프로그램)
《헬스 키친》(영어: Hell's Kitchen)은 영국의 요리 리얼리티 프로그램이였다. 2004년부터 2009년까지 총 4개 시즌으로 방영되었다. 시즌 1부터 3까지는 앵거스 디턴, 시즌 4는 클로디아 윙클먼이 진행하였다.

## 출연진
첫 요리사 고든 램지는 이후 채널 4와의 독점적인 영국 계약에 서명하여 ITV가 제작하는 프로그램에 향후 에피소드에 출연할 가능성을 배제하였다.
| 시즌 | 헤드 셰프                      | 진행자          |
| ---- | ------------------------------ | --------------- |
| 1    | 고든 램지                      | 앵거스 디턴     |
| 2    | 게리 로즈, 장크리스토프 노벨리 | 앵거스 디턴     |
| 3    | 마르고 피에르 화이트           | 앵거스 디턴     |
| 4    | 마르고 피에르 화이트           | 클로디아 윙클먼 |